# David Motta Soares
David Motta Soares (Cabo Frio, 13 marzo 1997) è un danzatore brasiliano.

## Biografia
Nato a Cabo Frio nel 1997, David Motta Soares ha cominciato a studiare danza alla Regina & Ofelia Corvello Ballet School nel 2007. Nel 2012 si è trasferito a Mosca per perfezionarsi all'Accademia statale di coreografia di Mosca.
Prima ancora di diplomarsi nel 2015 è stato scritturato dal Balletto Bol'šoj. Nel 2016, dopo essere stato promosso al rango di solista, ha danzato il suo primo ruolo da protagonista, quello di Albrecht nella Giselle di Jurij Grigorovič. Nella stagione 2016/2017 ha danzato altri ruoli di alto profilo, tra cui l'Idolo di Bronzo ne La Bayadère d Marius Petipa e il Principe ne Lo schiaccianoci di Grigorovič.
Nei quattro anni successivi trascorsi con la compagnia è stato promosso al rango di primo solista e ha danzato molti ruoli da étoile, tra cui Basilio nel Don Chisciotte, Romeo nel Romeo e Giulietta di Aleksej Ratmanskij, l'uccello azzurro de La bella addormentata e James ne La Sylphide di August Bournonville. Nel 2020 ha danzato nel ruolo di Florizel nella prima russa di The Winter's Tale di Christopher Wheeldon e per la sua interpretazione ha ricevuto una candidatura alla Maschera d'Oro.
In seguito all'invasione russa dell'Ucraina, ha lasciato la Russia. Dopo essere tornato nel natio Brasile per danzare il ruolo di Siegfried ne Il lago dei cigni al Theatro Municipal, nel maggio 2022 è stato proclamato primo ballerino dello Staatsballett Berlin. In questa veste ha danzato sulle scene berlinesi nei ruoli di Siegfried ne Il lago dei cigni (Bart), Albrecht in Giselle (Bart) e Désiré ne La bella addormentata (Petipa/Haydée).

## Galleria d'immagini

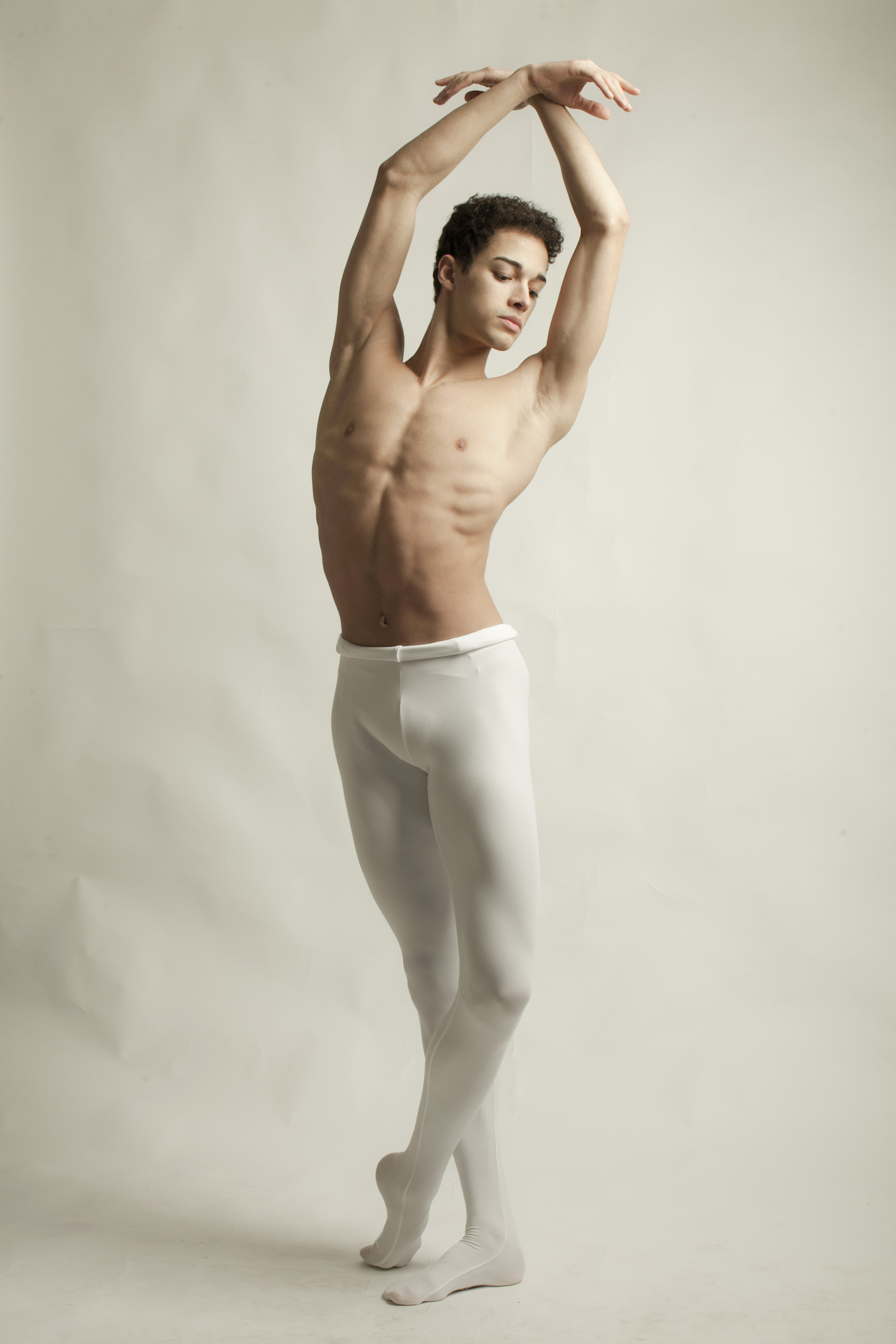
David Motta Soares nel 2018
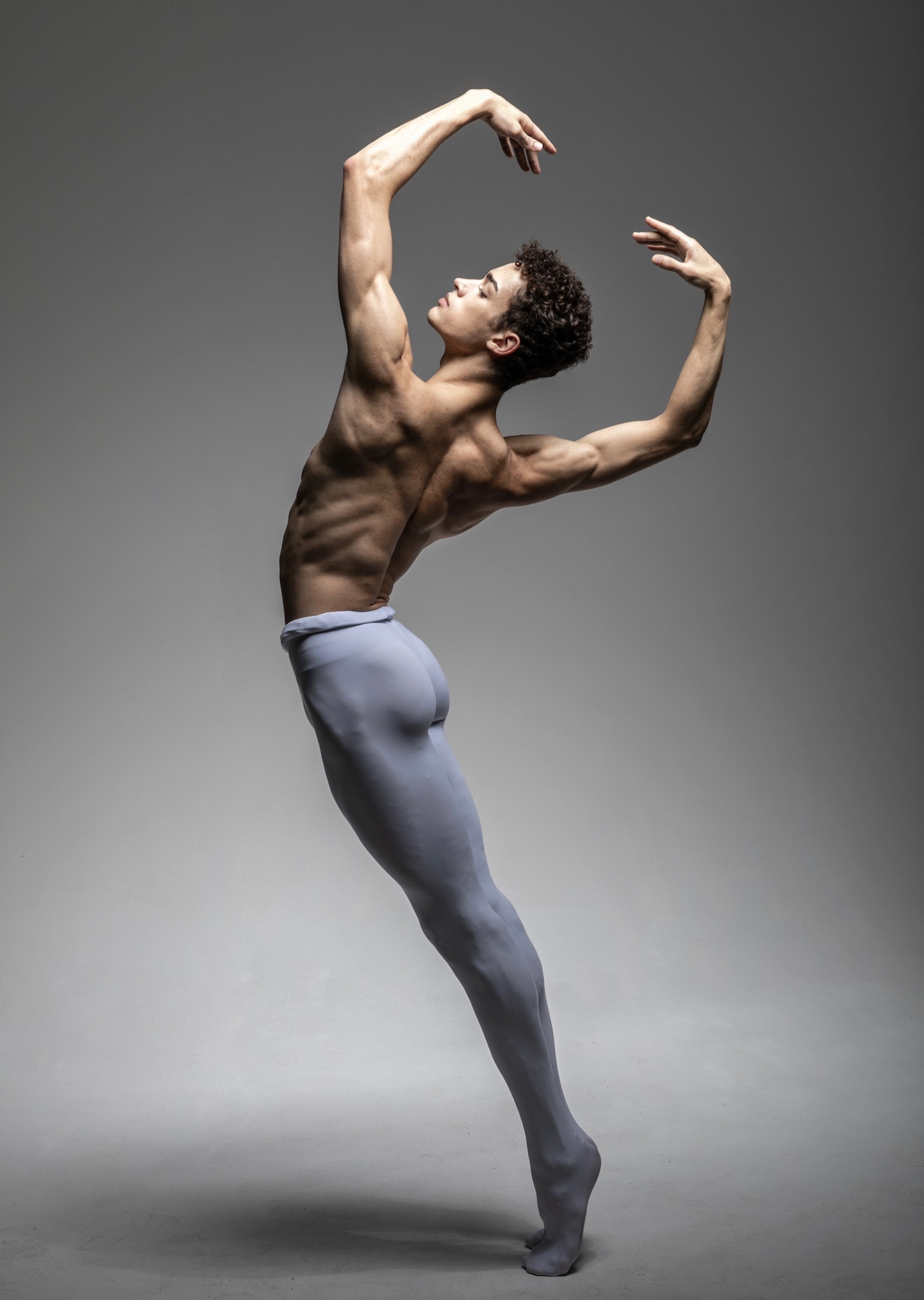
David Motta Soares nel 2019